# 晩生内駅
晩生内駅（おそきないえき）は、北海道樺戸郡浦臼町字晩生内にあった北海道旅客鉄道（JR北海道）札沼線（学園都市線）の駅（廃駅）である。事務管理コードは▲130214。

## 歴史

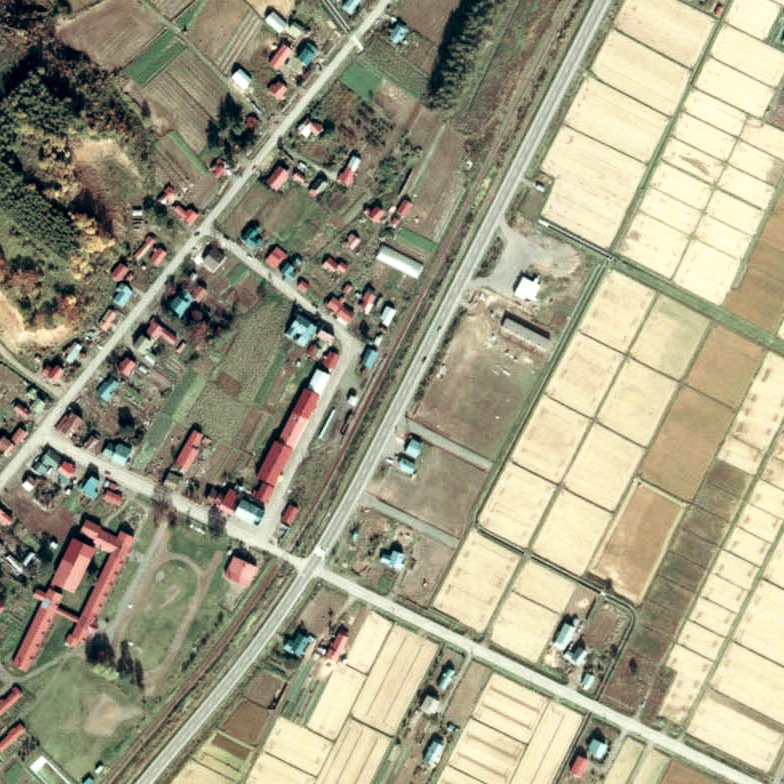
1976年の晩生内駅と周囲約500m範囲。下が札幌方面。

- 1935年（昭和10年）10月3日：国有鉄道札沼線 石狩当別駅（現・当別駅） - 浦臼駅間の開通[JR北 2]に伴い、同線の駅として開業[2]。一般駅[3]。
- 1943年（昭和18年）10月1日：第二次世界大戦の激化に伴い、札沼線の石狩月形駅 - 石狩追分駅間が不要不急線に指定され、営業休止[4]。それに伴い、当駅も営業休止。
- 1946年（昭和21年）12月10日：札沼線の石狩当別駅 - 浦臼駅間が営業再開[5]。それに伴い、当駅も営業再開。
- 1949年（昭和24年）6月1日：日本国有鉄道法施行に伴い、日本国有鉄道（国鉄）に継承。
- 1961年（昭和36年）6月12日：業務委託駅となる[新聞 1]。
- 1979年（昭和54年）2月1日：貨物・荷物扱い廃止[3]。同時に駅員無配置駅となり[6]、簡易委託化。
- 1987年（昭和62年）4月1日：国鉄分割民営化に伴い、北海道旅客鉄道（JR北海道）に継承[3]。
- 1991年（平成3年）3月16日：札沼線に「学園都市線」の愛称を設定[JR北 2][JR北 3][7]。
- 1996年（平成8年）3月16日：札沼線（学園都市線）のうち、当駅を含む石狩当別駅 - 新十津川駅間でワンマン運転開始[7]。
- 2007年（平成19年）8月1日：前日をもって簡易委託での乗車券発売が終了し、完全な無人駅となる。
- 2020年（令和2年）
  - 4月17日：新型コロナウイルス感染症（COVID-19）に関する緊急事態宣言により、4月18日から5月6日まで全列車運休措置。実質的な最終営業日となる[JR北 4]。
  - 5月7日：北海道医療大学駅 - 新十津川駅間の廃止と共に廃駅となる[JR北 1][新聞 2][新聞 3][新聞 4]。

### 駅名の由来
所在地名より。アイヌ語の「オソキナイ（o-soki-nay）」〔川尻の高崖出たる所（川尻・寝台・川）〕、あるいは「オソシケナイ（o-soske-nay）」（川尻・剥げている・川）に由来するとされる。

## 駅構造
単式ホーム1面1線を有していた地上駅。開業時からの駅舎は木造で駅の外観が似ていることから隣の札比内駅とは「兄弟駅」として知られていた。石狩当別駅が管理していた無人駅。
構内にはデュアル・モード・ビークルの切替実験（軌道→道路）設備が設置されていた。
1976年時点では島式ホームだが、駅舎側は札幌側の低床貨物ホームへの貨物積卸線であり、実質的には駅裏側のみ使用する単式ホームだった。後に貨物積卸線は札幌側が寸断されて引込み線となり、貨物取扱廃止後に撤去された。
2020年5月7日の北海道医療大学駅 - 新十津川駅間の廃止にあたって、同日未明にホームに設置されていた駅名標および駅舎に掲げていた駅名板が撤去された。

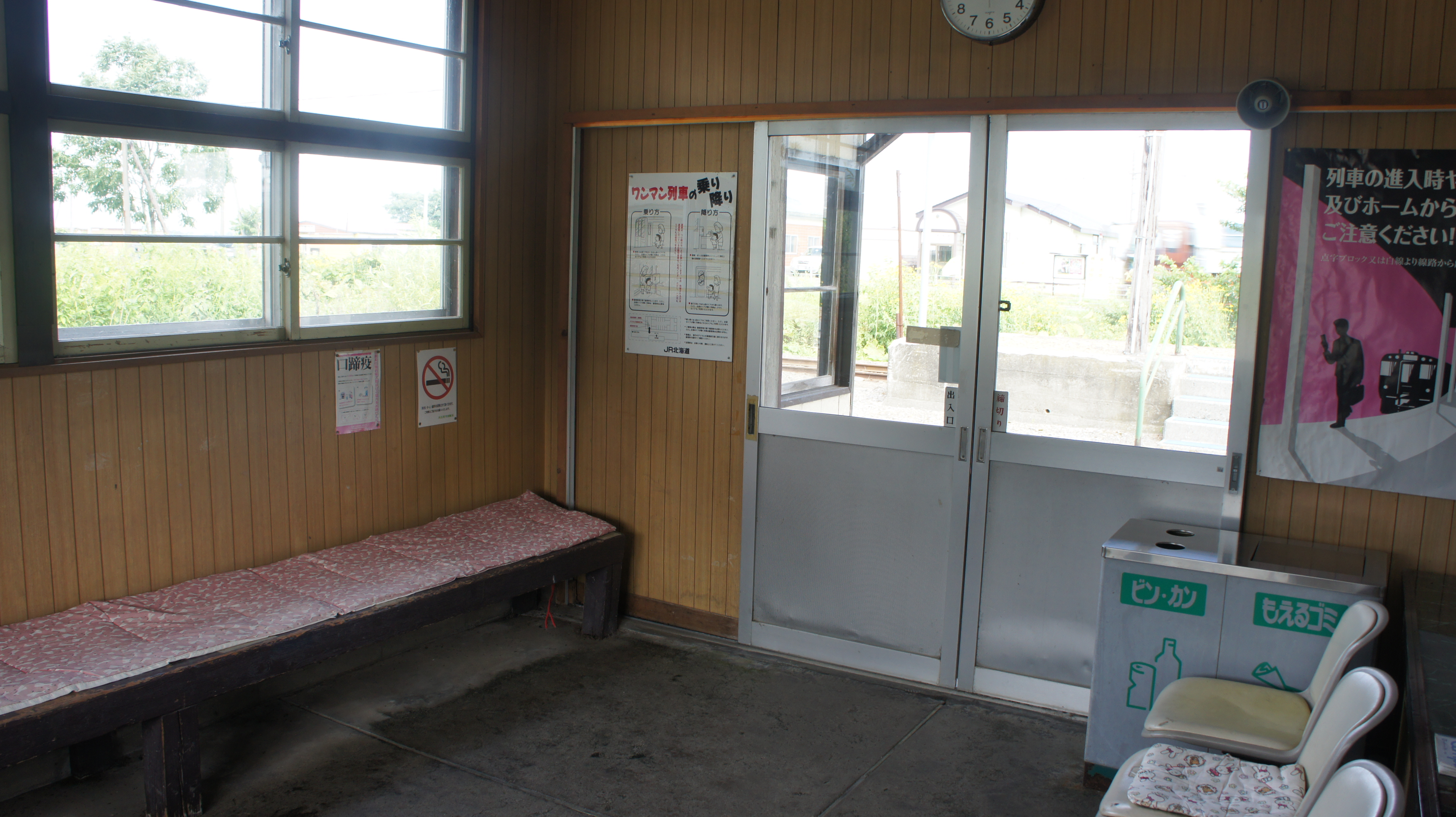
待合室（2017年8月）
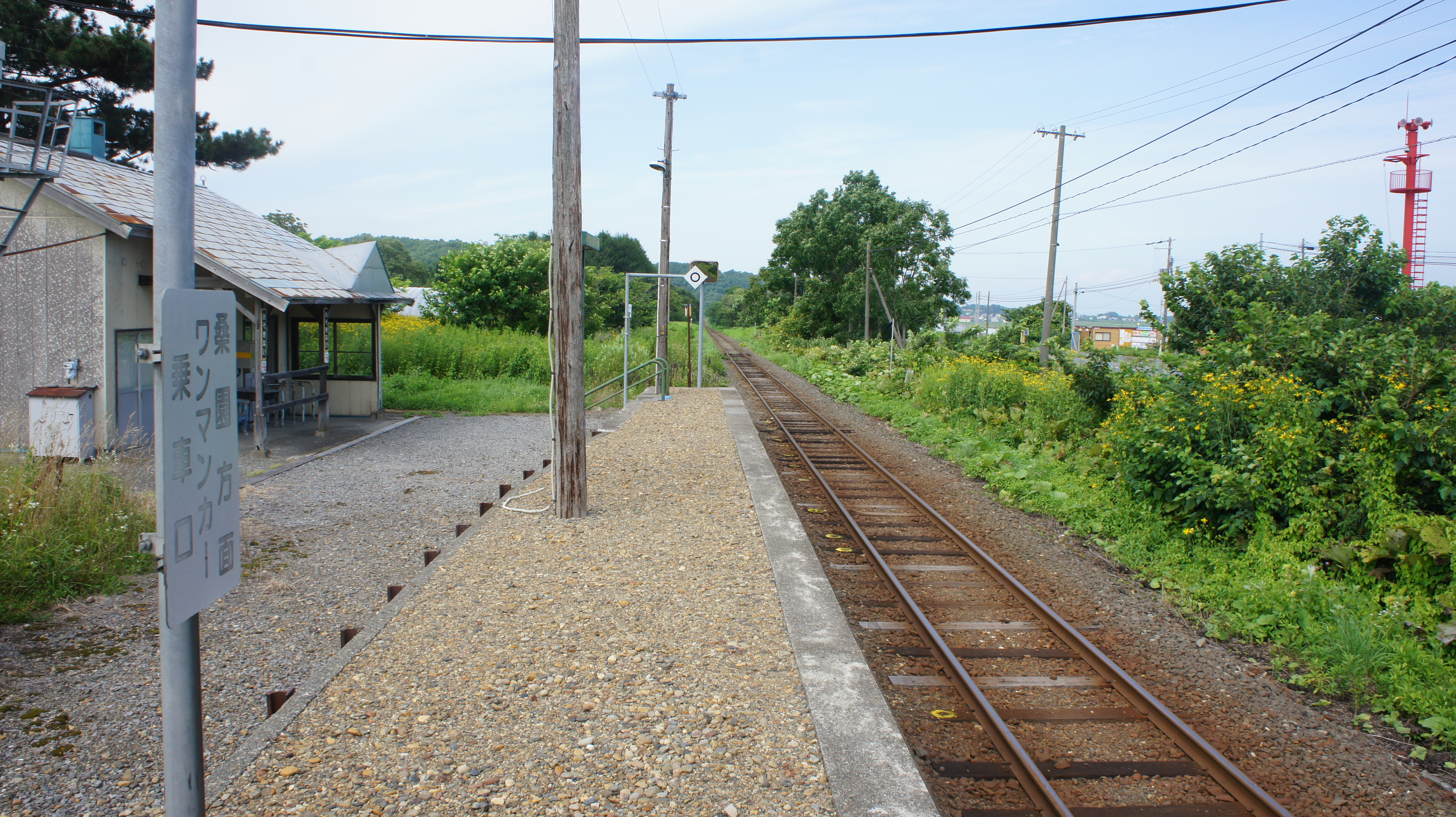
ホーム（2017年8月）
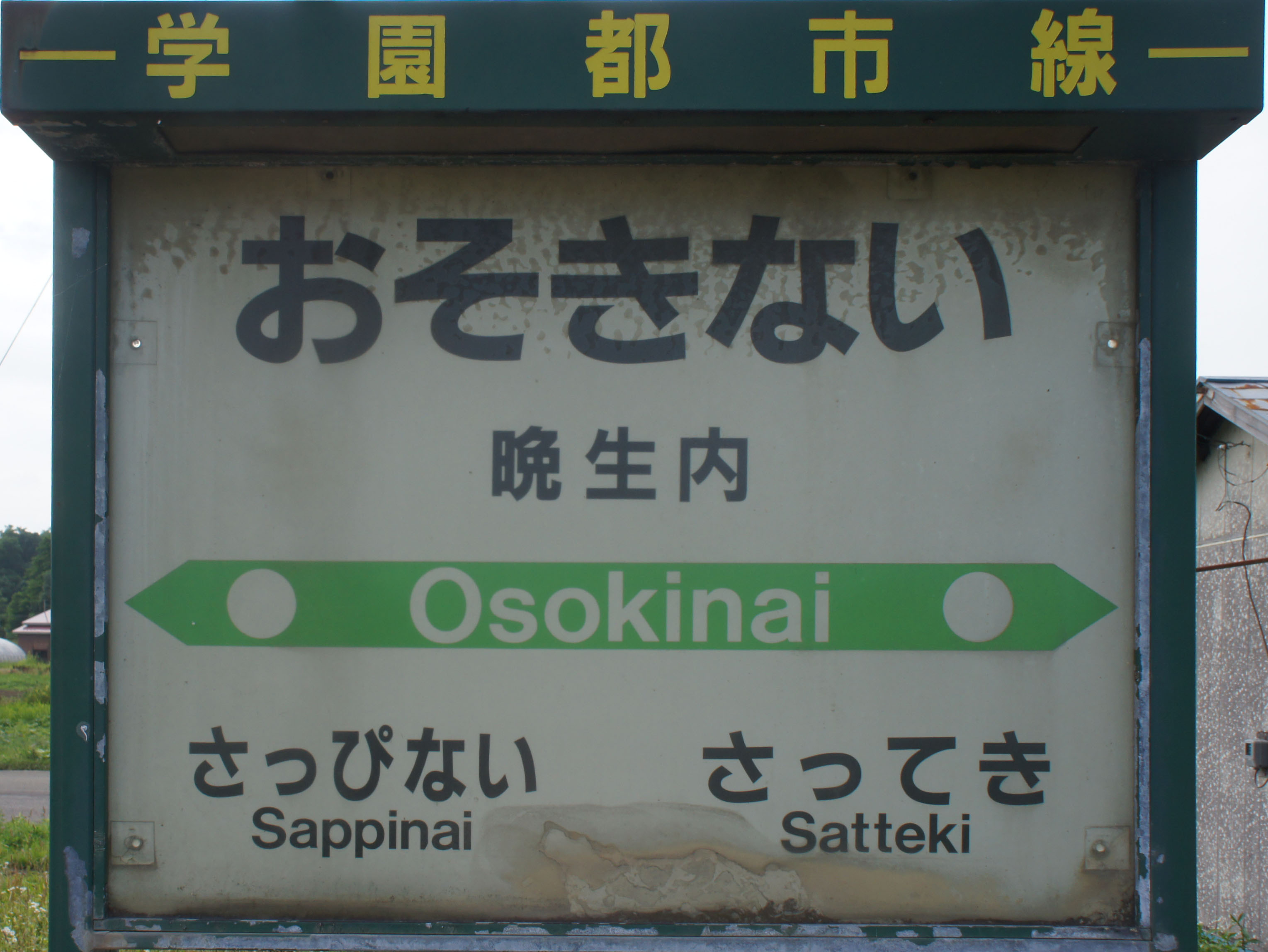
駅名標（2017年8月）

### 駅舎の解体
2020年から2021年にかけて大雪で駅舎の柱が折れるなどの事象が発生したため、倒壊の危険があるとして2021年5月末からJR北海道によって解体されることになった。

## 利用状況
- 2011 - 2015年（平成23 - 27年）の乗降人員調査（11月の調査日）平均は「10名以下」[JR北 5]。
- 2012 - 2016年（平成24 - 28年）の乗車人員（特定の平日の調査日）平均は2.6人[JR北 6]。
- 2013 - 2017年（平成25 - 29年）の乗車人員（特定の平日の調査日）平均は3.2人[JR北 7]。
- 2014 - 2018年（平成26 - 30年）の乗車人員（特定の平日の調査日）平均は3.4人[JR北 8]、乗降人員調査（11月の調査日）平均は「10名以下」[JR北 9]。
- 2015 - 2019年（平成27 - 令和元年）の乗車人員（特定の平日の調査日）平均は3.2人[JR北 10]。

## 駅周辺
小さい街がある。
- 国道275号
- 北海道道1159号美唄浦臼線 - 美浦渡船乗り場
- 滝川警察署晩生内駐在所
- 晩生内郵便局
- 美唄自動車学校（ビジコータクシー）月形浦臼線（札沼線廃止代替路線）「晩生内市街」停留所[9]
  - もとはジェイ・アール北海道バス（石狩線）の停留所であったが、2003年の同地域撤退により浦臼町営バスへ移管。その後2020年の当駅を含む札沼線部分廃止のため、代替バス（月形浦臼線）の運行へと移行している。

## 隣の駅
北海道旅客鉄道（JR北海道）
札沼線（学園都市線）
札比内駅 - 晩生内駅 - 札的駅